# Doppler on Wheels
Pour les articles homonymes, voir Dow.
Le Doppler On Wheels  (ou DOW) est un radar météorologique mobile monté sur un camion et dont le Center for Severe Weather Research de Boulder (Colorado), dirigé par Joshua Wurman, se sert pour la recherche sur la structure des orages violents, des ouragans et les phénomènes météorologiques de fine échelle. Le centre possède une flotte de trois de ces radars qui sont en grande partie financés par la Fondation nationale pour la science (NSF) des États-Unis. Ces radars sont depuis quelque temps disponibles à tous les chercheurs, particulièrement ceux affiliés au NSF.

## Caractéristiques
Les deux premiers radars sont des radars doppler pulsés qui utilisent un magnétron pour émettre une onde porteuse dans la bande X à 9,370 gigahertz (environ 3 cm). Avec une antenne parabolique de 2,44 mètres, la résolution angulaire du radar est de 0,93 degré. L'onde peut être polarisée verticalement et horizontalement ce qui permet d'obtenir en plus de la réflectivité et les vitesses radiales des précipitations, des données qui permettent d'en extraire le type. 
À cette longueur d'onde, le signal est fortement atténué dans la pluie forte mais le camion porteur est utilisé pour se rapprocher à une très faible distance du phénomène à observer. De plus, la double polarisation permet de pallier en grande partie à l'atténuation. On peut ainsi observer des détails de très fine échelle dans les tornades et les ouragans, la résolution devenant à courte distance de moins de 100 mètres.
Une nouvelle version, appelée Rapid-DOW, a été mise en service en 2003 et est utilisée lors de la campagne de mesure Vortex-2 en 2009-2010,. Il s'agit d'un radar tridimensionnel à balayage électronique qui utilise une antenne dont le diagramme de rayonnement est contrôlé en variant électroniquement un très grand nombre de guides d'ondes et non mécaniquement par la rotation d'un antenne parabolique. Ceci permet de faire des sondages très rapides et ainsi de percevoir des changements temporels à plus fine échelle dans les orages. Il émet ainsi six faisceaux simultanément et un sondage complet ne prend que 5 à 10 secondes au lieu de quelques minutes avec les précédents modèles.
Ils sont accompagnés par une flotte de stations météorologiques automatiques automatiques montées sur véhicules qui forment un mésonet pour recueillir des observations météorologiques de surface. Les instruments mesurent le vent, la température et l'humidité relative et sont montés sur une tour à 4 m au dessus-du sol pour éviter les tourbillons causés par les véhicules.

## Résultats
Le but des DOW est de colliger le maximum de données sur la formation des phénomènes météorologiques violents. On les a utilisés dans plus de 20 campagnes de mesure incluant Vortex-1 et Vortex-2, COPS (en France et Allemagne), MAP (en Italie et Suisse), JAWS (en Alaska), PAMREX, FLATLAND, CR1, ROTATE, et CALJET. Ils ont servi à observer plus de 140 tornades de très près et au moins 11 ouragans, dont Ike et Gustav en 2008. 
C'est un DOW qui a enregistré les vents les plus forts dans une tornade à Bridgecreek le 3 mai 1999 (484 km/h +/- 32 km/h) et la plus vaste circulation tornadique le même jour à Mulhall, OK. Les DOW ont également permis de voir des détails sub-kilométriques dans la couche limite sous un ouragan, ces rouleaux horizontaux de tourbillon semblent produire les plus grands dommages.

## Notoriété
Les DOW sont très connus aux États-Unis et le Discovery Channel a fait le docufiction Storm Chasers à bord de l'un d'eux. National Geographic Channel et Public Broadcasting Service ont également utilisé des images des DOW dans des documentaires sur les tornades. 